# مرقد (بوئين)
مرقد (بالفارسية: مرقد) هي قرية تقع في إيران في قسم بوئین الريفي. يقدر عدد سكانها بـ 57 نسمة بحسب إحصاء 2016.